# Калибър (крилата ракета)
Вижте пояснителната страница за други значения на Калибър.
Калибър е наименованието на семейство съветски и руски крилати ракети, според класификация на НАТО: SS-N-27 „Sizzler“, т.е. в буквален превод „изпепелител“. Разработени и произвеждани от ОКБ „Новатор“ в различни модификации в зависимост от базирането си и функционално си предназначение – с оглед целите за поразяване.

## История на разработката
Ракетите от семейството „Калибър“ са създадени на основата на два проекта: разработваната в течение на периода от 1975 до 1984 г. в СМКБ „Новатор“ стратегическа ядрена крилата ракета 3М10 с боен радиус от 2500 км и конкурса за противокорабните ракети „Алфа“ (ОКР „Бирюза“). Първоначално в конкурса ОКР „Бирюза“ участва само свръхзвуковата ракета ПКР „Яхонт“, обаче нейното разработване се проточва, и ракетата е скъпа. В същото време за проекта 3М10 се появяват проблеми поради планирания договор за ликвидиране на ракетите със среден обсег на действие. И ОКБ „Новатор“, през 1986 г., предлага за конкурса неядрената версия на морския вариант на ракетата „КС-122“. Въпреки това ракетата не се харесва на приемната комисия заради дозвуковата си скорост на атака. Работите са продължени, и през 1990 г. се появява готова версия със свръхзвуков финален ускорител за преодоляване на системите за отбрана на противника. Обаче започващото разпадане на Съветския съюз спира внедряването на това изделие.
Също така паралелно се води разработката на противолодъчен комплекс на базата на „КС-122“ за замяната на големите и морално стари комплекси „Водопад“ и „Раструб-Б“. Първият вариант на ракетите от това направление е представен през 1997 г.
Първата крилата ракета „Калибър“ е показана на международния авиокосмически салон край Москва през 1993 г. Ракетите от този клас постъпват първо на въоръжение в подводниците тип „Ясен“, първата подводница от който тип започва да се строи през същата тази 1993 г., а е спусната на вода през 2010 г. Точните ТТД на модификацията крилата ракета, с която са въоръжени тези руски подводници са секретни.
По състояние към 2019 г. ракетният комплекс „Калибър“ се намира на въоръжение във ВМФ на Русия. Според данни на публични източници, максималната далечина на стрелба на крилатата ракета 3М14 от състава на комплекса, летяща с дозвукова скорост, достига около 2 хил. км. За надводни кораби е разработен вариантът на комплекса „Калибър-НК“, за подводниците – „Калибър-ПЛ“. „Калибър“, конкретно, е въоръжение за руските фрегати от проекта 22350, корветите от проекта 21631 „Буян-М“, многоцелевите атомни подводници от проекта 885 „Ясен“, неатомните субмарини от проектите 877 и 636.3, други кораби.
На 8 януари 2018 г. в СМИ се появяват съобщения за започване на работи по разработването на модифицирана версия на ракетите „Калибър-М“. Според думите на източника, „За ВМФ се разработва новата високоточна крилата ракета „Калибър-М“, с корабно базиране, с максимална далечина на стрелбата от над 4,5 хил. км. Създаването на ракетата се намира на етап научно-изследователски работи и е финансирано от Министерство на отбраната“. Ракетата не е задължително да е в калибър 533 мм.
Източникът добавя, че новата ракета ще се отличава от намиращите се на въоръжение „Калибри“, както с по-голямата далечина на стрелбата, така и със своите габарити. „Ракетата ще бъде съществено по-голяма, теглото на нейната бойна част ще е близо 1 тон“, – отбелязва той. Според думите на събеседника на агенцията, новата ракета се планира да бъде на въоръжение на големи надводни кораби започвайки от фрегати, а също така атомни подводници. „Калибър-М“ е предназначен за унищожаване на сухопътни обект и ще може да има както обикновена, така и ядрена бойна част".
На 5 февруари 2019 г. Министърът на отбраната на РФ Сергей Шойгу заявява за необходимост от разработването, в течение на периода 2019 – 2020 г., на наземен вариант на комплекса „Калибър“.

### Производство в условията на санкции
През ноември 2022 г. The New York Times, опирайки се на данни от фирмата Janes, съобщава, че Русия започва създаването на запаси от микросхеми и други високотехнологични компоненти, необходими за производството на високоточни ракети още преди няколко години, отчитайки влошаването на отношенията между Москва и Запада.

През юни 2022 темповете на производство на ракетите „Калибър“ се оценяват на 100 – 120 броя годишно, в т.ч. за сметка на производството на други боеприпаси. За периода от февруари 2022 до май 2023 средно са произвеждани по 15 ракети на месец. 

## Номенклатура на ракетите
Представени са характеристиките на експортната модификация на ракетната система „Калибър“ (Club)(Э). Точните характеристики на системите, постъпващи на въоръжение в руската армия, не са налични в открит достъп, освен публикации за ракетите за АПЛ от проекта 885.
Противокорабни ракети (приведени според откритите данни за експортния вариант)
- 3М-54К/3М-54Т (3М-54КЭ/3М-54ТЭ) и 3М-54КЭ1/3М-54ТЭ1 (скъсен според стандартния ТА (торпеден апарат) на НАТО) – щатно комплектовани ракети с проникваща бойна част с фугасно действие, поместени в транспортно-пусков контейнер/тръба;
- 3М-54КЭК (3М-54ТЭК) и 3М-54КЭК1 (3М-54ТЭ1К) – ракети с контролна комплектация с инертна бойна част, предназначени за учебни стрелби пускове, поставени в транспортно-пусков контейнер (транспортно-пускова тръба);
- 3М-54КЭУД (3М-54ТЭУД), 3М-54КЭ1УД (3М-54ТЭ1УД), 3М-54КЭУС (3М-54ЭУС), 3М-54Э1УС, 3М-54КЭРМ (3М-54ТЭРМ) и 3М-54КЭ1РМ (3М-54ТЭ1РМ) – съответно учебно-действащи, учебно-стендови (за тренировки за зареждане с течно гориво) и учебно-разрезни макети на ракетите от състава на УТС на комплекса, в транспортно-пусков контейнер (транспортно-пускова тръба) за обучение и отработване на практическите навици на личния състав за експлоатация и техническо обслужване на ракетите;
- 3М-54КЭГВМ и 3М-54ТЭГВМ – габаритно-теглови макети, предназначени за обучение на персонала за товаро-разтоварни дейности.

Ракети против наземни цели (според открити данни за експортния вариант)
- 3М-14К/3М-14Т (3М-14КЭ/3М-14ТЭ) – ракета с щатна комплектация с бойна част с фугасно действие, поставена в транспортно-пусков контейнер/тръба;
- 3М-14КЭК (3М-14ТЭК) – ракета с контролна комплектация с инертна бойна част, предназначена за учебни пускове, в транспортно-пусков контейнер (транспортно-пускова тръба);
- 3М-14КЭУД (3М-14ТЭУД), 3М-14КЭУС (3М-14ЭУС) и 3М-14КЭРМ (3М-14ТЭРМ) – съответно учебно-действащи, учебно-стендови (за тренировки за зареждане с течно гориво) и учебно-разрезни макети на ракетите от състава на УТС на комплекса, поставени в транспортно-пусков контейнер (транспортно-пускова тръба) за обучение и отработване на практически навици в личния състав за експлоатация и техническо обслужване на ракетите;

- 3М-14ТЭГВМ – габаритно-теглови макети, предназначени за обучение на персонала за товаро-разтоварни дейности.
- 3М-14** – ракета с неизвестна маркировка, снабдена с термоядрена бойна глава до 1 кт с далечина на пуска до 2600 км (осигурява цялостно поразяване на живата сила в радиус от 700 м)[9]

Противолодъчни ракети
- Ракето-торпедо 91Р1, 91РУ, 91РУК (91РЭ1)
- Ракето-торпедо 91РТ2 (91РТЭ2)

## Тактико-технически характеристики
Тактико-техническите характеристики на ракетите от семейството „Калибър“, намиращи се на въоръжение във Въоръжените сили на Русия, са неизвестни.
Според съобщения от 2012 г., далечината на стрелба с ракетите „Калибър“ по морски цели е 375 км, по наземни — 2600 км.
Според редица други съобщения, далечината за 3М14 съставлява от 2000 км до 2600 км (в термоядрен вариант на бойната глава с мощност до 1 кт).
На 11 март 2016 г., на церемонията по издигането на Андреевския флаг на фрегатата „Адмирал Григорович“ командващият на Черноморския флот на РФ заявява, че този кораб има област на бойно въздействие 800 хил. км² при стрелба по морски цели, и от 7 млн км² – при стрелба по наземни обекти. Това говори за възможностите на кораба да поразява надводни цели в радиус около 500 км, а наземни – в радиус около 1500 км (с неядрена бойна част).
На 19 октомври 2017 г., в изказване в рамките на дискусия в клуб „Валдай“, Върховният главнокомандващ на Въоръжрните сили на Руската Федерация президентът на Русия Владимир Путин казва, че далечината на полета на КР „Калибър“ с морско базиране е 1400 км.
Както съобщават в началото на февруари 2019 г. високопоставени източници в държавните структури, обсегът на ракетите „Калибър-НК“ с морско базиране в случай на пренасянето им на суша ще състави до 2,6 хил. км.

### Тактико-технические характеристики на ракетите в експортно изпълнение
| Ракета                                | 3М-54Э                         | 3М-54Э1                   | 3М-14Э                                             | 91РЭ1            | 91РТЭ2          |
| ------------------------------------- | ------------------------------ | ------------------------- | -------------------------------------------------- | ---------------- | --------------- |
| Външен вид                            | 3М54Э                          | 3М54Э1                    | 3М14Э                                              | 91РЭ1            | 91РТЭ2          |
| Дължина, м                            | 8,22                           | 6,20                      | 6,20                                               | 7,65             | 6,20            |
| Диаметър, мм                          | 533                            | 533                       | 533                                                | 533              | 533             |
| Стартова маса, кг                     | 2000                           | 1500                      | 1770                                               | 2100             | 1200            |
| Бойна част                            | Проникваща фугасна 200 кг      | Проникваща фугасна 400 кг | Осколочно-фугасна или проникваща фугасна 450 кг    | Торпедо МПТ-1УМЭ | Торпеда АПР-3МЭ |
| Далечина на полета                    | 200 км                         | 300 км                    | <1500 км                                           | 50 км            | 40 км           |
| Скорост на полета, в число на Мах (М) | На марша: 0,8 При целта: 2,9   | 0,8                       | 0,8                                                | 2,5              | 2,0             |
| Траектория (височина на полета)       | На марша: 20 м При целта: 10 м | 20 м                      | Над морето: 20 м Над сушата: 50 – 150 м            | Балистична       | Балистична      |
| Система за управление                 | ИНС + РЛГСН                    | ИНС + РЛГСН               | ИНС + РЛГСН + корекция по данни на ГЛОНАСС или GPS | ИНС              | ИНС             |

### Радиолокационна глава АРГС-54Э
АРГС-54Э е предназначена за откриване и точно насочване на крилатите ракети по надводна цел във финалния участък от траекторията на полета на ракетата 3М-54Э
Основни тактико-технически характеристики
- Може да се използва както за единично, така и при групова употреба на ракетите.
- Осигурява насочването на ракетата по целта в сектор от ъгли по азимут ± 45°, по ъгъл на мястото – от +10° до −20°.
- Максимална далечина на действие – до 65 км.
- Может да се използва по всяко време на денонощието при температура на окръжаващия въздух от −5 °C до +10 °C, в условията на дъжд и мъгла, вълнение на морето до 6 бала.
- Масо-габаритни данни:
  - маса без обтекател – не повече от 40 кг;
  - диаметър (максимален) – 420 мм;
  - дължина – 700 мм.[17]

### Радиолокационна глава АРГС-14Э
АРГС-14Э е предназначена за точното насочване на крилатата ракета по наземни цели във финалния участък от траекторията на полета на ракетите Club-N и Club-S в условията на противодействие.
Основни тактико-технически характеристики
- Може да се използва както за единично, така и при групова употреба на ракетите.
- Осигурява откриването на наземните цели в сектор от ъгли по азимут ± 45°, по ъгъл на мястото – от +10° до −2° по различни траектории.
- Максимална далечина на действие – до 20 км.
- Може да се използва по всяко време на денонощието при температура на въздуха от −50 °C до +50 °C, в сложни метеоусловия на произволна географска ширина.
- Масо-габаритни данни:
  - маса без обтекателя – не повече от 40 кг;
  - диаметър (максимален) – 514 мм;
  - дължина – 660 мм.

## Носители на крилатите ракети „Калибър“

### Морски системи
- ракетен комплекс „Калибър-НК“ (Club-N), поставян на надводни кораби. Интегриран във вертикалната пускова установка 3С14.
- модулен ракетен комплекс Club-U, поставян на надводни кораби.
- ракетен комплекс Калибър-ПЛ (Club-S), поставян на подводни лодки. Интегриран в 533-мм торпедните апарати. Ракетата „Калибър“ представлява ракета торпедо, отначала се произвежда пускът на торпедото, след което се отдаля торпедната част и нататък ракетата лети по въздуха, като ракета.[18]

### Авиационни системи
- ракетните комплекси „Калибър-А“ (Club-A), се поставят на самолети.

### Сухопътни системи
Сухопътните варианти на комплекса при условие използването на ракети с далечина на действие над 500 км се явяват най-дискусионните, тъй като потенциално нарушават договора за РСМД. Според мнението на разузнаването на САЩ, такива комплекси с крилати ракети „Калибър“ са създадени от РФ не само във вариант на прототип, а са приети на въоръжение и пусковите установки и системите за управление на пуска са разработени на базата на ОТРК „Искандер“. Според мнението на ЦРУ, на бойно дежурство се намират 2 дивизиона такива комплекси от 8 самоходни пускови установки с голям запас такива ракети. Другата версия е, че ракетата, използвана от дадените комплекси, се явяват наземен вариант на ракетата X-101, а не „Калибър“.
- ОТРК „Искандер-К“[20] (предположително)
- контейнерен ракетен комплекс Club-K на железопътна или автомобилна платформа. Интегриран в 20- и 40-футовите ISO-контейнери.

### Носители
Ракетите от семейството на „Калибър-НК“ и „Калибър-ПЛ“ се носят от следните кораби на руския и чуждестранни флотове:
- Фрегати проект 22350 „Адмирал Горшков“;
- Фрегати проект 11356 „Буревестник“;
- Фрегати тип „Талвар“;
- Фрегати тип „Шивалик“;
- Корвети проект 20385 „Гремящий“;
- Ракетни кораби проект 11661 (в зависимост от модификацията);
- Малки ракетни кораби проект 21631 „Буян-М“;
- Малки ракетни кораби проект 22800 „Каракурт“;
- Патрулни кораби проект 22160 „Василий Биков“ (в зависимост от модификацията);
- Подводници проект 955 „Борей“;
- Подводници проект 885 „Ясен“;
- Подводници проект 636 „Варшавянка“;
- Подводници проект 677;
- Подводници проект 971 „Щука-Б“;
- Подводници проект 877 „Палтус“;
- Маршал Шапошников (фрегата, 1984).

По думите на бившия Главком на ВМФ Виктор Чирков, в близко бъдеще болшинството кораби от ВМФ на РФ съветска постройка, включая крайцерите от проекта 1144, есминците от проекта 956 и големите противолодъчни кораби от проекта 1155, преминавайки модернизация, ще получат на въоръжение ракетни комплекси с ракетите „Калибър“ и „Оникс“.
„За последните години са разработени, направени или се дава за експлоатация пусково оборудване и средства за зареждане за ракетните комплекси 3К14, 3М55, 9К, 3К96, а също така за малогабаритния торпеден комплекс „Пакет“, разполагани на най-новите кораби от ВМФ на Русия. Семейството вертикални пускови установки за надводни кораби от типа 3С14 осигуряват разполагането на НК от проектите 1161К, 21631, 11356М на изделията от комплекса 3К14 [КРО „Калибър“], а на НК от проектите 22350, 20385, 11442М, освен това, още и на изделията от комплексите 3М55 [ПКР „Оникс“] и 9К [ПЛУР − ракето-торпедата на ОКБ „Новатор“]. КБСМ се явява разработващ и доставящ серийно произвежданите транспортно-пускови контейнери от композитни материали с разрушаем покрив за изделията от комплексите 3К14 и 9К. За зареждане на изделията в указаните комплекси в ПУ за НК са създадени комплексите на средства за зареждане (КСЗ) тип СМ-456“. Малковероятно е, че неизползваемостта на ПКРК „Оникс“ в някои УКСК е свързана с размерите на боеприпасите, тъй като 3М14 и 3М55 (без ТПК) имат примерно еднаква дължина (според някои данни − около 8,1 и 8,6 м). По-скоро, боекомплектът за 3С14 се намалява изкуствено за сметка на системи за управление. Особено нелепо това изглежда в примера 20385 (корветата с „Оникс“) и 11356 (фрегатата без „Оникс“).

## Оператори
- Русия: За периода от 2012 до 2020 година количеството на крилатите ракети, отнасяно към стратегическите неядрени сили на РФ, е нараснало 37 пъти. Към този вид въоръжения се отнасят крилатите ракети с морско базиране (КРМБ) „Калибър“, авиационните Х-101 и наземните Р-500.[26]
- Индия
- Китай
- Виетнам
- Алжир

## Боевое применение

### Операция на Русия в Сирия
Крилатите ракети от семейство „Калибър“ нееднократно са използвани от руските войски в Сирия, където е тяхната първа бойна употреба.
| Дата       | Ракета  | Количество | Носител                                                              | Цел                                                                                           |
| ---------- | ------- | ---------- | -------------------------------------------------------------------- | --------------------------------------------------------------------------------------------- |
| 07.10.2015 | 3М14Т   | 26         | РК „Дагестан“ МРК „Град Свияжск“ МРК „Углич“ МРК „Великий Устюг“     | 11 цели в Сирия на разстояние над 1500 км                                                     |
| 20.11.2015 | 3М14Т   | 18         | кораби на Каспийската флотилия                                       | Срещу 7 цели, позиции на терористи в сирийските провинции Рака, Идлиб и Алепо                 |
| 08.12.2015 | 3М14К   | 4          | ДЕПЛ „Ростов на Дон“                                                 | Удар по два големи пункта на терористите от „Ислямска държава“ по територията на Рака в Сирия |
| 19.08.2016 | 3М14Т   | 3          | МРК „Зельоний дол“ МРК „Серпухов“                                    | По цели на терористичната групировка „Джабхат ан-Нусра“ на територията на Сирия               |
| 15.11.2016 | 3М14Т   | 3          | фрегата „Адмирал Григорович“                                         | Срещу терористи в сирийските провинции Идлиб и Хомс                                           |
| 31.05.2017 | 3М14Т/К | 4          | СКР „Адмирал Есен“ ДЕПЛ „Краснодар“                                  | По позиции на терористи намиращи се източно от Палмира                                        |
| 23.06.2017 | 3М14Т/К | 6          | фрегата „Адмирал Есен“ фрегата „Адмирал Григорович“ ДЕПЛ „Краснодар“ | Удар по объекти на „Ислямска държава“ (ИД) в Сирия                                            |
| 05.09.2017 | 3М14Т   | 6          | фрегата „Адмирал Есен“                                               | По объекти на ИД в Сирия в района на Дейр ез-Зор                                              |
| 14.09.2017 | 3М14К   | 7          | ДЕПЛ „Великий Новгород“ ДЕПЛ „Колпино“                               | По объекти на групировката ИД в Сирия. Далечината на удара съставя от 500 до 670 км           |
| 22.09.2017 | 3М14К   | 3          | ДЕПЛ „Великий Новгород“                                              | По обекти на групировката „Джабхат ан-Нусра“ в Идлиб. Далечина до целите около 300 км         |
| 05.10.2017 | 3М14К   | 10         | ДЕПЛ „Великий Новгород“ ДЕПЛ „Колпино“                               | По терористи на групировката ИДИЛ в Сирия с крилати ракети „Калибър“                          |
| 31.10.2017 | 3М14К   | 3          | ДЕПЛ „Великий Новгород“                                              | По обекти на ИДИЛ в провинцията Дейр ез-Зор в района на Ал-Букемал                            |
| 03.11.2017 | 3М14К   | 6          | ДЕПЛ „Колпино“                                                       | По обекти на ИДИЛ в провинцията Дейр ез-Зор в района на Ал-Букемал                            |

### Руско-украинска война
Крилатите ракети „Калибър“ се използват от руските войски от първия ден на нахлуването на Русия в Украйна. В началото на нахлуването основно ударите се нанасят от кораби и, вероятно, от подводници на ВМФ на Русия, намиращи се зад пределите на зоната на поражение на украинските оръжия по ключови цели, такива като пунктове за управление и контрол, авиобази и батареи за ПВО, обекти на критичната инфраструктура. В първия ден са изстреляни поне 30 ракети, главната им цел е остлабване на украинската отбрана.
Ракети „Калибър“, както и други крилати ракети, са използовани за удари по цивилни и правителствени обекти, в т.ч. по зданието на Харковската областна държавна администрация, в хода на които загиват единадесет души, в т.ч. семейство с три деца. Също така ракети „Калибър“ са използвани в хода на ракетния удар по Виница, причинявайки ущърб на цивилната инфраструктура на града и водещ до гибелта на мирни жители.
Военният аналитик Брент Истууд отбелязва, че ракетите „Калибър“ се явяват руският аналог на американската крилата ракета „Томахоук“ и могат с лекота да преодолеят украинските ПВО: ракетата лети ниско, управлява се и маневрира по време на полета, може да се отклонява от радарите на ПВО, правейки задачата за поразяването ѝ от украинските средства на ПВО много трудна на него противоречи мнението на експертите на RUSI, които съобщават, че към края на 2022 г. ВС на Украйна са прихващали 70 – 80% от крилатите ракети „Калибър“, изстреляни от Русия.

## Критика
По състояние към 2024 г. излизането на корабите-носители на „Калибър“ предизвиква тревога и разсредоточаване на войските, намалявайки ефективността на ударите. Базите на Черноморския флот регулярно са полагани на атаки, което води до загуба на част от корабите-носители на „Калибри“. Високата стойност на покупката и обслужването на носителите на ракетите негативно се отнася към потенциала на системата.